# Ажел
Ажел (фр. Agel) је насеље и општина у јужној Француској у региону Лангдок-Русијон, у департману Еро која припада префектури Безје.
По подацима из 2011. године у општини је живело 217 становника, а густина насељености је износила 17,3 становника/km². Општина се простире на површини од 12,54 km². Налази се на средњој надморској висини од 90 метара (максималној 257 m, а минималној 70 m).

## Демографија
| 1962. | 1968. | 1975. | 1982. | 1990. | 1999. | 2011. |
| ----- | ----- | ----- | ----- | ----- | ----- | ----- |
| 245   | 249   | 218   | 204   | 166   | 167   | 217   |

График промене броја становника у току последњих година